# Lumbayanague

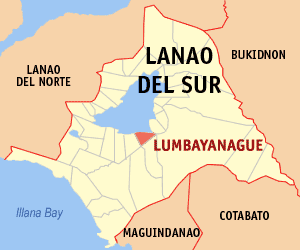
Bản đồ Lanao del Sur với vị trí của Lumbayanague

Lumbayanague là một đô thị ở tỉnh Lanao del Sur, Philippines. Theo điều tra dân số năm 2000 của Philipin, đô thị này có dân số 12.835 người trong 2.008 hộ.

## Các đơn vị hành chính
Lumbayanague được chia ra 22 barangay.
| - Bagoaingud - Balaigay - Bualan - Cadingilan - Casalayan - Dala (Dalama) - Dilimbayan - Cabuntungan - Lamin - Diromoyod - Kabasaran | - Nanagun - Mapantao-Balangas - Miniros - Pantaon - Pindolonan - Pitatanglan - Poctan - Singcara - Wago - Cadayonan - Cadingilan A |